# Sistema di atterraggio strumentale

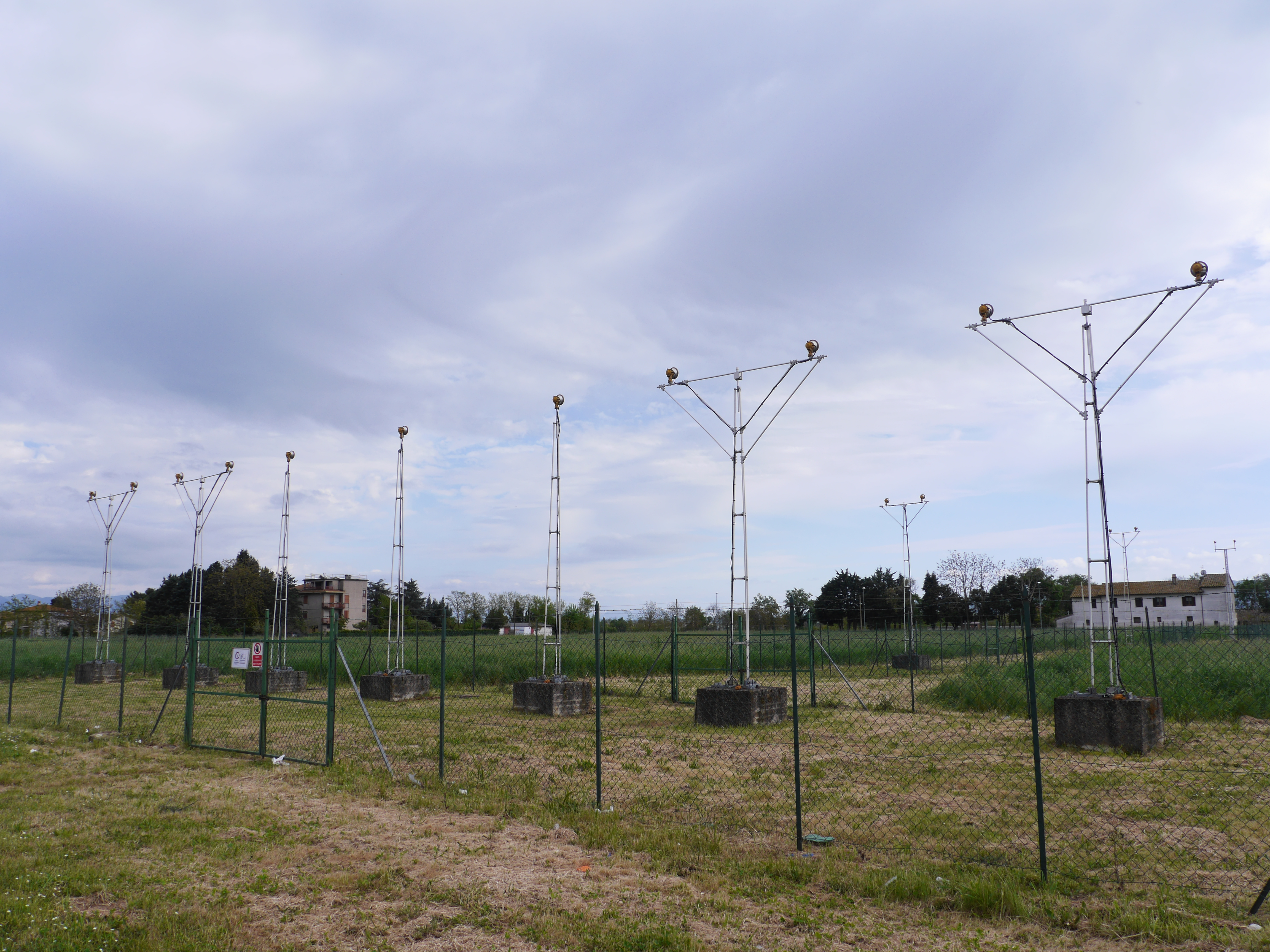
Sistema di illuminazione Calvert sulla pista 01 dell'aeroporto di Perugia

Il sistema di atterraggio strumentale, comunemente abbreviato come ILS dall'inglese instrument landing system, è un sistema elettronico di terra e di bordo ideato per guidare gli aeromobili nella fase finale di un avvicinamento strumentale di precisione verso la pista di un aeroporto.
Composto da un apparato di terra e da un apparato di bordo, è particolarmente importante nello svolgimento di operazioni in condizioni di bassa visibilità (soprattutto dovute a nebbia), consentendo di portare a termine atterraggi con una visibilità orizzontale ridotta anche a meno di 100 metri.

## L'apparato di terra

Il sistema ILS a terra è formato da tre apparati, denominati con gli acronimi LOC, GP, MARKER Ogni apparato ha un particolare sistema di antenne radianti.
L'impianto di antenne che forniscono la guida all'avvicinamento sono poste una oltre la fine della pista (Localizer - Localizzatore) e l'altra lateralmente e opportunamente posizionata per realizzare il corretto angolo di discesa (glide path).
La prima serie di antenne fornisce una guida sull'allineamento dell'aeromobile rispetto all'asse di mezzeria (centerline) della pista e trasmette su una banda di frequenze compresa tra i 108,10 e 111,95 MHz.
La seconda serie di antenne fornisce una guida sul corretto angolo di planata dell'aeromobile in discesa per l'atterraggio (glide path) e trasmette su una banda di frequenze compresa tra i 328,6 e i 335,40 MHz (in associazione al localizzatore).
Le altre tre antenne (chiamate marker) sono poste lungo il prolungamento dell'asse pista, esattamente sotto la traiettoria prevista dell'aeromobile, ed emettono un segnale verso l'alto (direttivo, antenna hertziana polarizzata verticalmente, e di forma prevalentemente conica come fascio R.F.).
L'antenna più lontana dalla pista, posta tra le 4 e le 7 miglia nautiche (7,5 ÷ 13 km) dalla testata pista, è detta outer marker.
L'antenna di mezzo, posta tra i 3 000 e i 6 000 piedi (1 000 ÷ 2 000 m) di distanza dalla testata pista, è detta middle marker.
L'antenna più prossima alla pista è detta inner marker.
Tutti i marker trasmettono ad una frequenza di 75 MHz.

## L'apparato di bordo

Il pilota deve virare a sinistra e salire di quota

Outer marker

Middle marker

Inner marker

Lo strumento di bordo ha un quadrante con due indicatori disposti a croce, tre luci con dispositivo acustico e un pannello per selezionare la frequenza dell'ILS della pista desiderata.

In realtà il pilota seleziona manualmente solo la frequenza dell'antenna che fornisce l'allineamento alla centerline, mentre la selezione della frequenza del glide path corrispondente è automatica.
La lancetta verticale dello strumento oscilla a destra e a sinistra ed è chiamata Localizer (localizzatore).

Essa rappresenta la centerline della pista; se la lancetta si sposta a destra, significa che la pista è più a destra del velivolo e viceversa; il pilota deve quindi "inseguire" la lancetta e cercare di tenerla il più possibile al centro.
La lancetta orizzontale oscilla in su e in giù, è chiamata glide slope (sentiero di discesa) e rappresenta il corretto angolo di planata; il pilota segue la lancetta come per il localizer e deve fare in modo che essa rimanga più al centro possibile.
Se entrambe le lancette sono perfettamente al centro, significa che l'aeromobile sta seguendo il corretto sentiero di discesa previsto.
Le tre luci (vedi immagini a sinistra) servono invece a dare al pilota una indicazione della distanza dalla pista; ogni luce corrisponde a un marker.
La prima luce ad accendersi nell'avvicinamento è blu e si attiva quando l'aeromobile sorvola l'Outer marker. Oltre all'accensione della luce viene emesso un suono corrispondente alla lettera "O" del codice Morse (una serie di tre linee ripetuta).
La seconda luce è color ambra e si attiva quando l'aeromobile sorvola il Middle marker; l'aeromobile dovrebbe sorvolare il MM quando raggiunge l'altezza minima (varia in ogni aeroporto e per ogni tipo di aereo) alla quale il pilota deve vedere la pista, in caso contrario attua la procedura di mancato avvicinamento (missed approach) effettuando il cosiddetto go around, ossia l'aereo riprende quota annullando l'atterraggio. Oltre all'accensione della luce, viene emesso un suono corrispondente ad una serie ripetuta di un punto e una linea.
La terza luce è bianca e si attiva quando l'aeromobile sorvola l'inner marker, molto prossimo alla pista; oltre all'accensione della luce, viene emesso un suono corrispondente alla lettera "I" del codice Morse (una serie di due punti ripetuta). Questo dispositivo è usato per avvicinamenti con bassissima visibilità.

## Categorie ILS

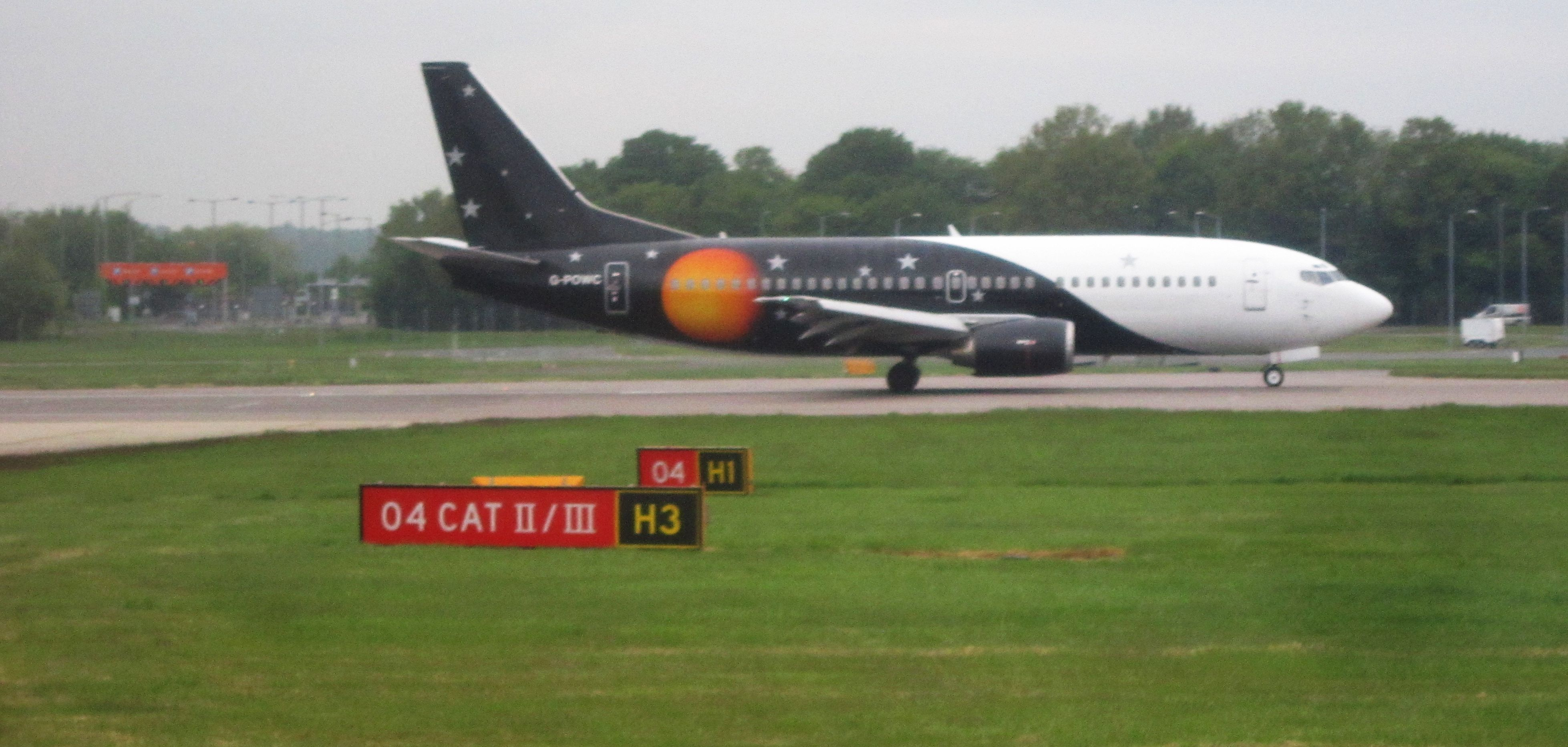
I cartelli posti sulla taxiway identificano la categoria dell'ILS per quella pista

L'ICAO definisce 3 categorie di visibilità per l'atterraggio di aerei civili con l'aiuto dell'ILS; esse sono definite tramite due parametri fondamentali:
- DH (Decision Height): altezza specifica, negli atterraggi di precisione, alla quale deve essere iniziata la procedura di riattaccata se non vengono stabiliti riferimenti visivi per l'atterraggio;

- RVR (Runway Visual Range): visibilità di pista misurata con apparecchiature apposite. Più precisamente, l'RVR è la distanza sopra la quale un pilota di un aereo sulla mezzeria di una pista può vedere i marking che delineano la superficie della pista o che identificano la sua linea centrale. L'RVR è normalmente espresso in m (metri) o ft (piedi).

Le categorie ILS sono quindi le seguenti:
- CAT I: DH non inferiore a 60 m (200 ft), e visibilità generale non inferiore a 800 m o portata visuale di pista (RVR) non inferiore a 550 m.

- CAT II: DH inferiore a 60 m (200 ft) ma non inferiore a 30 m (100 ft), e RVR non inferiore a 300 m.

La CAT III, è suddivisa in tre sottocategorie:
- CAT IIIA: DH inferiore a 30 m (100 ft), e  RVR non inferiore a 200 m.

- CAT IIIB: DH inferiore a 15 m (50 ft) o senza altezza di decisione, e RVR inferiore a 200 m ma non al disotto di 75 m.

- CAT IIIC: nessuna DH minima e nessuna RVR minima (alla data del 31/12/2015 la CAT IIIC non è utilizzata in Italia)

La categoria IIIC non è stata approvata in tutto il mondo, principalmente perché nessun sistema consente il taxiing con visibilità zero. Ad oggi in Italia, il migliore sistema di atterraggio disponibile è quello a CAT IIIB.